# کریستیان یاسمیر
کریستیان یاسمیر (آلمانی: Christian Bassemir؛ زادهٔ ۱۳ مارس ۱۹۵۶) بازیکن هاکی روی چمن اهل آلمان است.